# Renato Steffen
Renato Steffen (sinh ngày 3 tháng 11 năm 1991) là một cầu thủ bóng đá chuyên nghiệp người Thụy Sĩ thi đấu ở vị trí tiền vệ cho câu lạc bộ  Lugano tại Swiss Super League và đội tuyển quốc gia Thụy Sĩ.

## Thống kê sự nghiệp

### Câu lạc bộ
Tính đến ngày 4 tháng 6 năm 2023
| Club          | Season       | League             | League | League | National cup | National cup | Continental | Continental | Other | Other | Total | Total |
| Club          | Season       | Division           | Apps   | Goals  | Apps         | Goals        | Apps        | Goals       | Apps  | Goals | Apps  | Goals |
| ------------- | ------------ | ------------------ | ------ | ------ | ------------ | ------------ | ----------- | ----------- | ----- | ----- | ----- | ----- |
| Thun          | 2012–13      | Swiss Super League | 19     | 4      | 3            | 0            | —           | —           | —     | —     | 22    | 4     |
| Young Boys    | 2013–14      | Swiss Super League | 21     | 4      | 2            | 0            | —           | —           | —     | —     | 23    | 4     |
| Young Boys    | 2014–15      | Swiss Super League | 34     | 9      | 2            | 1            | 11          | 4           | —     | —     | 47    | 14    |
| Young Boys    | 2015–16      | Swiss Super League | 12     | 3      | 2            | 0            | 0           | 0           | —     | —     | 14    | 3     |
| Young Boys    | Total        | Total              | 67     | 16     | 6            | 1            | 11          | 4           | —     | —     | 84    | 21    |
| Basel         | 2015–16      | Swiss Super League | 16     | 7      | —            | —            | 4           | 0           | —     | —     | 20    | 7     |
| Basel         | 2016–17      | Swiss Super League | 30     | 5      | 4            | 1            | 5           | 1           | —     | —     | 39    | 7     |
| Basel         | 2017–18      | Swiss Super League | 17     | 3      | 4            | 0            | 6           | 0           | —     | —     | 27    | 3     |
| Basel         | Total        | Total              | 63     | 15     | 8            | 1            | 15          | 1           | —     | —     | 86    | 17    |
| VfL Wolfsburg | 2017–18      | Bundesliga         | 16     | 0      | —            | —            | —           | —           | 2     | 0     | 18    | 0     |
| VfL Wolfsburg | 2018–19      | Bundesliga         | 31     | 5      | 3            | 0            | —           | —           | —     | —     | 34    | 5     |
| VfL Wolfsburg | 2019–20      | Bundesliga         | 27     | 6      | 2            | 0            | 9           | 0           | —     | —     | 38    | 6     |
| VfL Wolfsburg | 2020–21      | Bundesliga         | 21     | 5      | 4            | 0            | 3           | 0           | —     | —     | 28    | 5     |
| VfL Wolfsburg | 2021–22      | Bundesliga         | 20     | 0      | 1            | 0            | 5           | 2           | —     | —     | 26    | 2     |
| VfL Wolfsburg | Total        | Total              | 115    | 16     | 10           | 0            | 17          | 2           | 2     | 0     | 144   | 18    |
| Lugano        | 2022–23      | Swiss Super League | 28     | 7      | 5            | 1            | —           | —           | —     | —     | 33    | 8     |
| Career total  | Career total | Career total       | 292    | 58     | 32           | 3            | 43          | 7           | 2     | 0     | 370   | 68    |

1. ↑  Includes Swiss Cup, DFB-Pokal
2. 1 2 3  Appearances in UEFA Europa League
3. 1 2 3  Appearances in UEFA Champions League
4. ↑  Appearances in Bundesliga relegation play-offs

### Quốc tế
Tính đến ngày 23 tháng 3 năm 2024
| Đội tuyển quốc gia | Năm       | Trận | Bàn |
| ------------------ | --------- | ---- | --- |
| Thụy Sĩ            | 2015      | 2    | 0   |
| Thụy Sĩ            | 2016      | 3    | 0   |
| Thụy Sĩ            | 2019      | 5    | 0   |
| Thụy Sĩ            | 2020      | 4    | 0   |
| Thụy Sĩ            | 2021      | 6    | 1   |
| Thụy Sĩ            | 2022      | 9    | 0   |
| Thụy Sĩ            | 2023      | 9    | 3   |
| Thụy Sĩ            | 2024      | 1    | 0   |
| Tổng cộng          | Tổng cộng | 39   | 4   |

Bàn thắng và kết quả của Thụy Sĩ được để trước.
| # | Ngày                 | Địa điểm                                 | Đối thủ | Bàn thắng | Kết quả | Giải đấu                      |
| - | -------------------- | ---------------------------------------- | ------- | --------- | ------- | ----------------------------- |
| 1 | 12 tháng 10 năm 2021 | Sân vận động LFF, Vilnius, Litva         | Litva   | 2–0       | 4–0     | Vòng loại FIFA World Cup 2022 |
| 2 | 25 tháng 3 năm 2023  | Sân vận động Karađorđe, Novi Sad, Serbia | Belarus | 1–0       | 5–0     | Vòng loại UEFA Euro 2024      |
| 3 | 25 tháng 3 năm 2023  | Sân vận động Karađorđe, Novi Sad, Serbia | Belarus | 2–0       | 5–0     | Vòng loại UEFA Euro 2024      |
| 4 | 25 tháng 3 năm 2023  | Sân vận động Karađorđe, Novi Sad, Serbia | Belarus | 3–0       | 5–0     | Vòng loại UEFA Euro 2024      |